# خفاش الأذن القمعية
خفافيش الأذن القمعية (الاسم العلمي: Natalidae)، فصيلة من رتبة الخفاشيات، تمتد أعطانها من جزر البحر الكاريبي مرورًا بالمكسيك حتى البرازيل. يتراوح طولها من 3.5 إلى 5.5 سم (1.4 إلى 2.2 بوصة) فقط. أنواعها 10 ضمن 3 أجناس.